# أنيتا داس
أنيتا داس هي ممثلة هندية، ولدت في 1 أكتوبر 1951، وتوفيت في 11 مايو 2018 بكوتاك في الهند.

## وصلات خارجية
- أنيتا داس على موقع IMDb (الإنجليزية)